# Gideon Finimento
Gideon Alexander Finimento  (* April 1998) ist ein deutscher Schauspieler.

## Filmografie
- 2007: Guten Morgen, Herr Grothe
- 2010: Und ein Licht leuchtet in der Finsternis
- 2010: Ken Folletts Eisfieber
- 2010: Das blaue Licht
- Schloss Einstein

### Synchronisation
- Bibi und Tina – Das Sommerfest
- Polizeiruf 110: Im Alter von …
- Slumdog Millionär